# John William Robinson
John William Robinson (22 d'abril de 1870 - 28 d'octubre de 1931), també conegut com a Jack Robinson, fou un futbolista anglès de la dècada de 1890.
Fou internacional amb la selecció d'Anglaterra entre 1897 i 1901. Va ser professional amb els clubs Derby County FC i Southampton FC, entre d'altres.
També fou jugador de beisbol, juntament amb Steve Bloomer, al Derby County Baseball Club.

## Palmarès

### Futbol
Southampton
- FA Cup finalists: 1900, 1902
- Southern League: 1898-99, 1900-01, 1902-03

Anglaterra
- British Home Championship: 1898, 1899, 1901, 1903 (compartit)

### Beisbol
Derby County
- Campionat britànic: 1895, 1897